# Volleyball-Europapokal der Pokalsieger 1984/85 (Männer)
Der Europapokal der Pokalsieger der Männer 1984/85 war die 13. Auflage des Wettbewerbes, an der 24 Volleyball-Vereinsmannschaften aus 24 Ländern teilnahmen. Mit Dynamo Moskau gewann zum siebenten und zugleich letzten Mal eine Mannschaft aus der Sowjetunion den Europapokal der Pokalsieger. Erstmals seit 1979 nahm wieder eine Mannschaft aus der DDR am Wettbewerb teil.

## Teilnehmer
| Belgien - VT Ijsboerke Herentals Bulgarien - Lewski-Spartak Sofia BR Deutschland - Hamburger SV Deutsche Demokratische Republik - SC Leipzig Finnland - Pieksämäki NMKY Frankreich - AS Cannes Volley-Ball Griechenland - Olympiakos Piräus Israel - Hapoel Mateh Asher | Italien - Bartolini Bologna Jugoslawien - OK Stavbar Maribor Luxemburg - VC Mamer Niederlande - Starlift Voorburg Norwegen - Ballklubb Tromsø Österreich - TJ Sokol Wien Portugal - SC Espinho Rumänien - Steaua Bukarest | Schweden - Progona VBK Schweiz - Genf-Elite Volleyball Sowjetunion - Dynamo Moskau Spanien - C.V. Salesianos Madrid Tschechoslowakei - TJ Čh Bratislava Türkei - Galatasaray Istanbul Ungarn - Kecskemét RC Zypern - Omonia Nikosia |

## Modus
Von der Ausscheidungsrunde bis zum Viertelfinale spielten die Mannschaften im K.-o.-System. In jeder Runde gab es Hin- und Rückspiele. Nach dem Viertelfinale ermittelten dann die letzten vier Mannschaften in einem Finalrunden-Turnier den Europapokalsieger.

## Ausscheidungsrunde
|                        | Gesamt |                       | Hinspiel | Rückspiel |
| ---------------------- | ------ | --------------------- | -------- | --------- |
| TJ Sokol Wien          | 6:0    | VC Mamer              | 3:0      | 3:0       |
| C.V. Salesianos Madrid | 6:0    | SC Espinho            | 3:0      | 3:0       |
| Ballklubb Tromsø       | 1:6    | Hamburger SV          | 0:3      | 1:3       |
| Progona VBK            | 0:6    | SC Leipzig            | 0:3      | 0:3       |
| Hapoel Mateh Asher     | 6:0    | Omonia Nikosia        | 3:0      | 3:0       |
| VT Ijsboerke Herentals | 6:0    | Genf-Elite Volleyball | 3:0      | 3:0       |
| Kecskemét RC           | 3:3    | Olympiakos Piräus     | 3:0      | 0:3       |
| Galatasaray Istanbul   | 3:3    | OK Stavbar Maribor    | 3:0      | 0:3       |

Durch ein Freilos zogen Starlift Voorburg, Pieksämäki NMKY, AS Cannes Volley-Ball, Steaua Bukarest, TJ Čh Bratislava, Lewski-Spartak Sofia, Dynamo Moskau und Bartolini Bologna direkt in das Achtelfinale ein.

## Achtelfinale
|                        | Gesamt |                        | Hinspiel | Rückspiel |
| ---------------------- | ------ | ---------------------- | -------- | --------- |
| Starlift Voorburg      | 4:5    | Hamburger SV           | 3:2      | 1:3       |
| Pieksämäki NMKY        | 5:4    | SC Leipzig             | 3:1      | 2:3       |
| AS Cannes Volley-Ball  | 1:6    | Steaua Bukarest        | 1:3      | 0:3       |
| TJ Čh Bratislava       | 6:0    | Hapoel Mateh Asher     | 3:0      | 3:0       |
| VT Ijsboerke Herentals | 1:6    | Lewski-Spartak Sofia   | 1:3      | 0:3       |
| Dynamo Moskau          | 6:0    | Kecskemét RC           | 3:0      | 3:0       |
| Bartolini Bologna      | 6:0    | Galatasaray Istanbul   | 3:0      | 3:0       |
| TJ Sokol Wien          | 3:5    | C.V. Salesianos Madrid | 3:2      | 0:3       |

## Viertelfinale
|                        | Gesamt |                      | Hinspiel | Rückspiel |
| ---------------------- | ------ | -------------------- | -------- | --------- |
| C.V. Salesianos Madrid | 1:6    | Hamburger SV         | 0:3      | 1:3       |
| Pieksämäki NMKY        | 3:5    | Steaua Bukarest      | 3:2      | 0:3       |
| TJ Čh Bratislava       | 2:6    | Lewski-Spartak Sofia | 2:3      | 0:3       |
| Dynamo Moskau          | 5:4    | Bartolini Bologna    | 3:1      | 2:3       |

## Finalrunde
Die Finalrunde fand vom 15. bis 17. Februar in der französischen Stadt Saint-Nazaire statt.

### Spiele
| Datum           |                      | Ergebnis |                      |
| --------------- | -------------------- | -------- | -------------------- |
| Fr .15. Februar | Dynamo Moskau        | 3:0      | Lewski-Spartak Sofia |
| Fr .15. Februar | Steaua Bukarest      | 3:2      | Hamburger SV         |
| Sa 16. Februar  | Dynamo Moskau        | 3:1      | Steaua Bukarest      |
| Sa 16. Februar  | Lewski-Spartak Sofia | 3:0      | Hamburger SV         |
| So 17. Februar  | Dynamo Moskau        | 3:1      | Hamburger SV         |
| So 17. Februar  | Lewski-Spartak Sofia | 3:0      | Steaua Bukarest      |

### Abschlusstabelle
| Pl. | Verein               | S | N | Sätze | Punkte |
| --- | -------------------- | - | - | ----- | ------ |
| 1   | Dynamo Moskau        | 3 | – | 9:2   | 6      |
| 2   | Lewski-Spartak Sofia | 2 | 1 | 6:3   | 5      |
| 3   | Steaua Bukarest      | 1 | 2 | 4:8   | 4      |
| 4   | Hamburger SV         | – | 3 | 3:9   | 3      |

 Europapokalsieger